# マイケル・トンプソン (格闘家)
マイケル・トンプソン（Michael Thompson, 1962年6月23日 - ）は、イギリスの空手家、元キックボクサー。イングランド・ロンドン出身。ニックネームはイギリスの黒豹。
極真会館出身で、アンディ・フグ、サム・グレコらと共に極真カラテを代表する選手としてK-1黎明期に活躍した。

## 来歴
1984年、極真会館主催の第3回全世界空手道選手権大会出場。4回戦で中村誠と対戦。合計5回の延長戦にまでもつれ込み、惜敗。中村は優勝するが、トンプソンはこの試合で評価を上げた。
1987年、第4回全世界空手道選手権大会で4位入賞。
1991年、極真空手ヨーロッパ選手権の決勝戦でアンディ・フグに勝利し、優勝を果たした。
1992年、師であるスティーブ・アニールの極真会館の離脱に巻き込まれ、マイケル自身も極真会館から脱退した。
1993年4月30日、K-1初開催となったK-1 GRAND PRIX '93で金泰泳とスピリットカラテルールで対戦し、判定負け。
1993年10月3日、カラテワールドカップ '93の準々決勝で金泰泳と再戦し、体重判定で敗れた。
1994年3月4日、K-1 CHALLENGEで初のキックボクシングルールでギャリー・サンドランドと対戦し、右中段後ろ回し蹴りでKO勝ち。
1994年9月18日、K-1 REVENGEにてチャンプア・ゲッソンリットと対戦。3R開始直後、左後ろ回し蹴り一撃でKO勝ちを収めた。この際チャンプアは小腸断裂で病院送りになった。
1994年10月2日、カラテワールドカップ '94の決勝でサム・グレコと対戦し、右中段突きで一本負け。

## 戦績

### フルコンタクト空手
| 勝敗 | 対戦相手           | 試合結果                     | 大会名                                                             | 開催年月日    |
| ×    | アンディ・フグ     | 3分3R終了 判定0-5            | カラテワールドカップ '95【スピリットカラテルール】                 | 1995年10月8日 |
| ○    | レネ・パペス       | 判定                         | K-1 FIGHT NIGHT【スピリットカラテルール】                          | 1995年6月10日 |
| ×    | サム・グレコ       | 右中段突き                   | カラテワールドカップ '94【決勝】                                   | 1994年10月2日 |
| ○    | ケネス・フェルター | 判定4-0                      | カラテワールドカップ '94【準決勝】                                 | 1994年10月2日 |
| ○    | 松本栄治           | 判定5-0                      | カラテワールドカップ '94【準々決勝】                               | 1994年10月2日 |
| ○    | 内田弥             | 左上段膝蹴り                 | カラテワールドカップ '94【3回戦】                                  | 1994年10月2日 |
| ×    | 金泰泳             | 再延長R終了 体重判定         | カラテワールドカップ '93 風林火山 "火の章"【準々決勝】             | 1993年10月3日 |
| ○    | 角田信朗           | 本戦 1:40 右上段後ろ回し蹴り | カラテワールドカップ '93 風林火山 "火の章"【1回戦】                | 1993年10月3日 |
| ○    | 角田信朗           | 1R 0:47 左上段回し蹴り       | 聖戦 〜SANCTUARY III〜 風林火山 "風の章"【スピリットカラテルール】 | 1993年6月25日 |
| ×    | 金泰泳             | 再延長R終了 判定0-2          | K-1 GRAND PRIX '93【スピリットカラテルール】                       | 1993年4月30日 |

### キックボクシング
| 勝敗 | 対戦相手                   | 試合結果                               | 大会名                                                           | 開催年月日     |
| ×    | マイケル・マクドナルド     | 5R終了 判定0-3                         | K-1 FIGHT NIGHT '99                                              | 1999年6月5日   |
| ○    | 武蔵                       | 5R終了 判定2-0                         | K-1 JAPAN '98 〜神風〜                                           | 1998年10月28日 |
| ○    | ムサシ                     | 5R終了 判定3-0                         | K-1 FIGHT NIGHT '97                                              | 1997年6月7日   |
| ○    | アテラ・フスコ             | 3R 1:20 TKO（左ローキック）            | K-1 FIGHT NIGHT II 【WKA欧州スーパークルーザー級タイトルマッチ】 | 1996年6月2日   |
| ×    | バンダー・マーブ           | 1R 2:10 TKO（3ノックダウン：右フック） | K-1 GRAND PRIX '96 開幕戦【リザーブマッチ】                      | 1996年3月10日  |
| ○    | ペドロ・ヒーゾ             | 3R 1:19 TKO（左瞼負傷）                | K-1 HERCULES                                                     | 1995年12月9日  |
| ×    | アーネスト・ホースト       | 2R 2:45 TKO（3ノックダウン：左膝蹴り） | K-1 REVENGE II                                                   | 1995年9月3日   |
| ×    | ピーター・アーツ           | 2R 0:40 KO（右膝蹴り）                 | K-1 LEGEND 翔                                                    | 1995年7月16日  |
| ○    | チャンプア・ゲッソンリット | 3R 0:02 KO（左中段後ろ回し蹴り）       | K-1 REVENGE                                                      | 1994年9月18日  |
| ×    | 佐竹雅昭                   | 3R 0:34 TKO（左膝蹴り）                | K-1 GRAND PRIX '94【1回戦】                                      | 1994年4月30日  |
| ○    | ギャリー・サンドランド     | 4R 1:10 KO（右中段後ろ回し蹴り）       | K-1 CHALLENGE                                                    | 1994年3月4日   |

## 獲得タイトル
- 第4回極真世界大会4位
- カラテワールドカップ '94 準優勝
- WKAキックボクシング欧州スーパークルーザー級王座